# Малебо
Мале́бо, Стенлі-Пул (англ. Pool Malebo) — озеро на річці Конго, що розташовано вище за течією водоспаду Лівінгстон. У доколоніальні часи називалася озером Нкунда (англ. Lake Nkunda), також раніше мало назву Стенлі-пул (англ. Stanley Pool) на честь Г. М. Стенлі.

## Опис
Має завдовжки 35 км, завширшки 23 км і загальну площу близько 500 км². Її центральна частина зайнята островом Мбаму загальною площею 180 км², який належить Республіці Конго. Озеро має глибини від 3 до 10 метрів, рівень води може змінюватися на 3 метри впродовж року, в середньому залишаючись на висоті 272 метри над рівнем моря.
Озеро є початком судноплавної ділянки Конго вгору за течією річки до міст Мбандака, Кісангані і Бангі. Вниз за течією річка Конго не судноплавна — через систему порогів, відомих як водоспад Ливингстона, швидко опускається до рівня моря.
Столиці Республіки Конго (Браззавіль) і Демократичної Республіки Конго (Кіншаса) розташовані на протилежних берегах озера Малебо. Це дві найближчі столиці у світі після Риму (Італія) і Ватикану.